# Eduard Einstein
Eduard Einstein (Zúrich, 28 de julio de 1910-Burghölzli, 25 de octubre de 1965) fue el segundo hijo del físico Albert Einstein y de su primera esposa, Mileva Marić. Einstein y su familia se mudaron a Berlín en 1914, pero al poco tiempo Marić retornó a Zürich, llevando con ella a Eduard y su hermano. Eduard fue un buen estudiante y con talento culinario. Estudió medicina pero a los 20 años comenzó a manifestar síntomas de esquizofrenia y fue internado por primera vez por cerca de 2 años. De acuerdo a su hermano Hans Albert Einstein, el motivo del agravamiento de su enfermedad fueron los tratamientos de electrochoque que le aplicaron.
Luego de un largo período de internamiento, al ser dado de alta en forma transitoria, Eduard le dijo a su padre que lo odiaba, y Einstein nunca más volvió a verlo.
Su madre se ocupó de él, hasta que ella muere en 1948. Eduard vivió la mayor parte del tiempo en la clínica psiquiátrica Burghölzli en Zürich, donde falleció a la edad de 55 años de un derrame cerebral.
Está enterrado en el cementerio Hönggerberg de Zúrich.